# Pokémon Black 2 e White 2
Pokémon Black Version 2 e White Version 2 (ポケットモンスターブラック2·ホワイト2, Poketto Monsutā Burakku Tsu & Howaito Tsu, Monstros de Bolso Black 2·White 2, que significam Preto 2·Branco 2 quando traduzidos do inglês para o português, Preto e Branco em japonês é respectivamente 黒・白, Kuro・Shiro) são dois jogos eletrônicos de RPG de 2012, faz parte da quinta geração da série Pokémon, desenvolvida pela Game Freak, publicada pela The Pokémon Company, distribuída pela Nintendo para o Nintendo DS e compatível com Nintendo 3DS no modo 2D. Continuação de Pokémon Black e White, os dois jogos foram lançados em 23 de junho de 2012 no Japão e programado para o dia 7 de outubro de 2012 nos Estados Unidos e 12 de outubro de 2012 na Europa.
Os dois jogos foram revelados por Junichi Masuda em 26 de fevereiro de 2012, dentro da transmissão Pokémon Smash!. No mesmo dia, apresentou os novos personagens dos dois títulos, Black Kyurem (ブラックキュレム, Burakku Kyuremu) e White Kyurem (ホワイトキュレム, Howaito Kyuremu).
Black 2 e White 2 seguem a jornada de um treinador Pokémon para se tornar o Campeão Pokémon de Unova, dois anos após os eventos de Pokémon Black e White. Seguindo os eventos de seus antecessores, a organização criminosa Equipe Plasma voltou como Neo Equipe Plasma, e o jogador deve frustrar seus planos ao longo da história, impedindo-os de governar o mundo. Os jogos também incluem novos recursos, como o Sistema de Chaves, Grutas Escondidas, novas cidades e os novos Pokémon disponíveis. Como outros jogos Pokémon da série principal, os jogadores devem trocar entre as versões para completar o Pokédex.
Um jogo “Pokémon Gray” não foi lançado devido ao confronto do título com o tema dos opostos encontrado em Black e White, e para surpreender os jogadores que esperam que os desenvolvedores sigam o mesmo padrão de nomenclatura dos títulos anteriores.

## Jogabilidade
Semelhante às entradas anteriores, Pokémon Black 2 e White 2 consistem em dois loops principais de jogabilidade, exploração do mundo superior e batalhas. A exploração do mundo superior consiste em controlar o personagem do jogador de uma perspectiva de cima para baixo, conversando com personagens não jogáveis e procurando por itens e Pokémon. As batalhas consistem no jogador enviar seu Pokémon com o objetivo de reduzir o Pokémon do oponente a zero pontos de saúde. O jogador consegue isso com o uso dos "movimentos" de seu Pokémon, que podem atingir diferentes propósitos, como atacar, melhorar, eliminar ou infligir efeitos de status.
Pokémon Black 2 e White 2 são ambientados dois anos após os eventos de Black e White, e muitos dos eventos iniciais acontecem em novos locais no lado oeste da região de Unova. Esses novos locais também apresentam vários Pokémon que antes não estavam disponíveis em Black e White com um total de 300 criaturas únicas disponíveis desde o início do jogo.
Black 2 e White 2 também são compatíveis com um novo jogo para download para o Nintendo 3DS, Pokémon Dream Radar. Pokémon AR Searcher apresenta o personagem Professor Burnet, bem como formas alternativas para o Pokémon Tornadus, Thundurus e Landorus, que podem ser transferidos para Black 2 e White 2 após serem capturados no AR Searcher. Além disso, o Dream World faz um retorno do Pokémon Black e White, no entanto, foi encerrado em 14 de janeiro de 2014, juntamente com todos os outros serviços para jogos de quinta geração. O mítico Pokémon Keldeo também recebeu uma nova forma no jogo, conhecida como forma Resoluta.

### Novos recursos
Uma nova mecânica de jogo introduzida em Black 2 e White 2 é o side-game "PokéStar Studios", onde o personagem do jogador participa da filmagem de um filme envolvendo Pokémon e outros atores. Um personagem chamado Brycen-Man também aparece, já que Brycen dos jogos originais voltou à sua carreira no cinema. Outra nova mecânica é o Pokémon World Tournament, onde o jogador enfrenta treinadores poderosos dos jogos anteriores da série, que vão desde Líderes de ginásio Brock, Misty, Volkner e Giovanni aos Campeões Cynthia, Steven e Lance. Outra nova mecânica é o Key System, um recurso que é desbloqueado após terminar o jogo. Com ele, você pode desbloquear dificuldades e novas áreas adicionais como Torre Negra ou Whitetree dentro da mesma versão. Você também pode desbloquear câmaras, onde pode capturar Regirock, Registeel e Regice.

## Sinopse

### Cenário
Os eventos de Pokémon Black 2 e White 2 acontecem dois anos após os eventos de Black e White, com novos locais que não eram acessíveis nos jogos anteriores. Esses são lugares como Virbank City, Lentimas Town, Humilau City, junto com áreas chamadas Hidden Grottoes, onde você pode capturar Pokémon especiais. Além disso, em vez de começar na Nuvema City, o jogador começa sua jornada na Aspertia City, uma nova cidade localizada no sudoeste de Unova. O design de Unova é modelado após a cidade de Nova Iorque.

### História
O jogador e seu rival começam sua jornada Pokémon no até então inexplorável lado oeste de Unova. Eles vivem na nova Aspertia City e recebem seu Pokémon inicial de Bianca, um NPC que serviu como um dos rivais do jogador em Black e White. O jogador também conhece Cheren, o outro personagem rival, que agora é um Líder de Ginásio em Aspertia City. Muito parecido com outros jogos Pokémon, o jogador viaja pela região, lutando contra Líderes de Ginásio para adquirir oito Insígnias de Ginásio, e em seguida, desafia a Elite dos Quatro da Liga Pokémon e seu campeão para vencer o jogo.
O enredo de Black 2 e White 2 apresenta o antagônico Neo Team Plasma, que o jogador encontra pela primeira vez enquanto faz uma missão, e depois quando viaja para a primeira cidade importante onde a equipe anuncia seus planos de dominar o mundo e roubar outros. Pokémon na frente do jogador, do rival e da nova Líder de Ginásio Roxie. A pedido de Iris, o jogador ajuda Burgh a rastrear mais membros da Neo Equipe Plasma nos esgotos de Castelia City, onde o jogador encontra Colress pela primeira vez, que afirma ser um pesquisador de os pontos fortes do Pokémon.
Mais tarde, é revelado que a Neo Team Plasma roubou um Purrloin que o rival do jogador estava planejando dar para sua irmã, o que deixa o rival furioso com a organização, incluindo seus ex-membros reformados. Depois de aprender sobre o lendário Pokémon Kyurem, que chegou ao Giant Chasm anos atrás, o jogador descobre que a Neo Team Plasma está trabalhando para usar Kyurem para dominar o mundo, aproveitando seu poder para congelar grandes porções de Unova, incluindo Opelucid City. O jogador rastreia o Neo Equipe Plasma até a cidade de Humilau, casa do último novo Pokémon Ginásio liderado por Marlon, que ajuda o jogador a lutar com o Neo Equipe Plasma para remover Kyurem de suas mãos. Ele também ajuda o rival a recuperar seu Purrloin, que desde então evoluiu para um Liepard que é usado na batalha contra o jogador e o rival.
A batalha atinge seu clímax no Giant Chasm, onde o jogador descobre que Colress está trabalhando com a Neo Team Plasma para aprender mais sobre as capacidades do Pokémon, e que Ghetsis está planejando usar Kyurem, o Pokémon "vazio" que sobrou de quando Zekrom e Reshiram se separaram há centenas de anos, preenchendo-o com sua ambição de governar o mundo. Depois de lutar contra a Tríade das Sombras com a ajuda do rival do jogador, que recebe seu Liepard de volta, o jogador entra no santuário interno do Abismo Gigante, onde encontram Kyurem e Ghetsis. N aparece com seu Zekrom em Preto 2 ou Reshiram em Branco 2para tentar convencer seu pai Ghetsis, mas o lendário Pokémon de N é derrotado e fundido com Kyurem, transformando-o em Black Kyurem em Black 2 ou White Kyurem em White 2, e forçando o jogador a batalhar contra ele. Depois de derrotar Kyurem, ele se separa do Pokémon de N e o jogador enfrenta Ghetsis, que fica surpreso por ter sido derrotado novamente. N tenta falar com ele, mas Ghetsis vai embora, e N agradece ao jogador por sua ajuda em derrotar o Neo Team Plasma de uma vez por todas. Depois de derrotar o Neo Team Plasma, o jogador finalmente consegue lutar contra a Elite Four e o nova campeã da Liga Unova, Iris, e completar a história principal.
Após a conclusão da história principal do jogo, o jogador é capaz de desafiar N, que fixou residência em seu antigo castelo, onde, após a derrota de seu lendário Pokémon, ele se transforma no objeto que antes continha sua essência e N a entrega ao jogador. O jogador pode então levar o item para outra parte de Unova onde ele se transforma de volta no Pokémon e o jogador pode então capturá-lo. Além disso, após a conclusão do jogo, o jogador pode lutar contra a ex-campeã Unova Alder, a campeã Sinnoh Cynthia, a ex-Líder de ginásio Striaton City e enfrentar os desafios Black Tower ou White Treehollow em Black City ou White Forest, respectivamente. Através do uso de um recurso exclusivo do jogo chamado "Memory Link", o jogador pode acessar novos conteúdos e missões paralelas dependentes do jogo original em Black e White, como referências ao nome do jogador no jogo anterior, sequências de flashback, a capacidade de capturar Pokémon que antes pertenceram a N, lutando contra Cheren e Bianca que relembram o protagonista do jogo anterior e participando do Torneio Pokémon mundial.

## Desenvolvimento
Durante o desenvolvimento, o tema que Takao Unno levantou para Black e White 2 foi a ressonância, o que levou a equipe a trazer a ideia de 100 pessoas poderem tocar juntas através do Entralink. Para uma jogabilidade mais suave para jogadores novos e antigos, um Centro Pokémon foi adicionado à primeira cidade da região, a primeira para jogos Pokémon naquela época, para uma introdução rápida ao mundo. Takao Unno queria que os jogadores de Black e White olhassem para Unova em Black e White 2 de uma perspectiva diferente, e o diretor executivo Junichi Masuda esperava que começar em uma nova cidade faria o mundo do jogo parecer novo para os jogadores que retornam. Ele também explica que tenta jogar os jogos da perspectiva de um novato e torná-los facilmente compreensíveis para os jogadores novos na série.

### Promoção
Pokémon Black 2 e White 2 foram lançados juntamente com a estreia de Pokémon the Movie: Kyurem vs. The Sword of Justice, e alguns cinemas no Japão permitiam que os jogadores recebessem um Pokémon em jogo em Black e White ou Black e White 2 ao assistirem o filme.

### Música
A música de fundo do Pokémon Black 2 e White 2 contém a música do Pokémon Black e White, adiciona novas faixas e utiliza os arranjos da maioria das faixas do Pokémon Black e White. A trilha sonora oficial do jogo intitulado Nintendo DS Pokémon Black 2 · White 2 Super Music Complete (ニンテンドーDSポケモンブラック2 ·ホワイト2スーパーミュージックコンプリート, Nintendo Di Esu Poketto Monsutā Burakku Tsu · Howaito TSU Supa Myūjikku Konpurīto) foi lançada no Japão em 25 de julho de 2012. Seu DISC 4 também inclui músicas de Pokémon Black e White, Pokémon Emerald e Pokémon Platinum, que não tinha visto uma trilha sonora original antes.

## Recepção
Os jogos receberam "críticas geralmente favoráveis" dos críticos e detêm uma pontuação agregada de 80 de acordo com o Metacritic. A revista Famitsu concedeu a Black 2 e White 2 um total de pontos de 36/40, um pouco abaixo de seus predecessores com pontuação perfeita. Os jogos receberam um 9.6/10 de Audrey Drake do IGN, elogiando as mudanças gerais dos jogos originais. Kyle Hilliard da Game Informer também elogiou os novos recursos, dizendo que "funcionam bem com a fórmula Pokémon", mas ficou desapontado com a "falta de inovação". Nintendo Lifedeu aos jogos um 9/10, chamando-os de “os melhores da série até hoje” e “novos e fáceis de jogar”. GamesRadar+ deu aos jogos um 4/5, dizendo que eles dependiam muito do Black e White, mas também elogiou a extensão do enredo e as novas áreas acessíveis do jogo.
Nos primeiros dois dias de lançamento, Pokémon Black 2 e White 2 venderam mais de 1,6 milhões de cópias nos primeiros dois dias e mais de 2 milhões de cópias nas primeiras duas semanas. Em janeiro de 2013, Pokémon Black 2 e White 2 tinham vendas combinadas de 7,81 milhões de cópias em todo o mundo.